# Dirhinus clavatus
Dirhinus clavatus är en stekelart som beskrevs av Husain och Agarwal 1981. Dirhinus clavatus ingår i släktet Dirhinus och familjen bredlårsteklar. Inga underarter finns listade i Catalogue of Life.